# Jora de Jos, Orhei
Jora de Jos este un sat din cadrul comunei Jora de Mijloc din raionul Orhei, Republica Moldova